# Pulvertürmchen
Das Pulvertürmchen war ein Wachtturm der äußeren Stadtmauer Aachens. Er besteht heute nicht mehr.
Das Pulvertürmchen befand sich zwischen den Wachtürmen Rotkugelturm und dem Schildturm im Ostsüdosten der Stadt.
Der Turm war halbkreisförmig gebaut und besaß eine Breite von 8,30 Metern sowie eine Tiefe von 6,30 Metern. Bemerkenswert ist die Mauerdicke von 1,80 Metern. Aus drei Schießscharten im ersten Geschoss war es möglich, Angreifer unter Beschuss zu nehmen.
Das Pulvertürmchen wurde als Vorratsraum für Pulver benutzt, ebenso wie der Lange Turm, der daher auch Pulverturm genannt wird. Der Name weist also auf den Verwendungszweck hin, war aber nicht die ursprüngliche Bezeichnung des Turms. Diese ist jedoch nicht überliefert.
Im Jahre 1860 wurde der Turm teilweise abgerissen. Einige Zeit nutzte ihn bis zu seinem kompletten Abriss im Jahre 1871 eine Färberei als Wirtschaftsgebäude.